# Ostrygojady
Ostrygojady (Haematopodidae) – rodzina ptaków z rzędu siewkowych (Charadriiformes).

## Występowanie
Rodzina obejmuje gatunki brodzące, zamieszkujące strefę umiarkowaną i tropikalną całego świata.

## Systematyka
Do rodziny należą dwie podrodziny:
- Haematopodinae Bonaparte, 1838[a] – ostrygojady
- Ibidorhynchinae Bonaparte 1856 – ibisodzioby